# Carlo Cotti
Carlo Cotti est un réalisateur italien né le 24 mai 1939 à Milan. 

## Biographie
Autodidacte, Carlo Cotti a été l'assistant de plusieurs cinéastes, notamment Joseph Losey, John Huston et Mauro Bolognini. Il a réalisé des films publicitaires et des documentaires. Il a également mis en scène des opéras.
Son long métrage Bille en tête est sorti en 1989.

## Filmographie
- 1987 : Portami la luna (téléfilm)
- 1989 : Bille en tête
- 2008 : Simplement Anna
- 2016 : Il bel canto (court métrage)